# 原町市
原町市（はらまちし）は、かつて福島県浜通りにあった市。市の玄関口であった原ノ町駅の読みは「はらのまち」だが、市名は「はらまち」だった。
2006年（平成18年）、相馬郡鹿島町および小高町と合併し、南相馬市原町区となった。

## 概要
江戸時代には、相馬中村藩の陣屋が置かれていた。相馬市を初めとする浜通り北部で行われる相馬野馬追では、雲雀ヶ原（二日目メイン会場）と太田神社の二箇所を抱える。
南のいわき市平と、北の仙台市の中間（両市まで75km）に位置する。かつて浜通り北部の中心は中村（相馬市）だったが、後に原町に中心が移った。地方紙の福島民報・福島民友の2紙ともに、支社を置いている。

## 地理
- 河川：新田川、太田川

## 歴史
- 1889年（明治22年） - 町村制施行により、行方郡原町村、太田村、高平村、大甕村、石神村の5村が成立する。
- 1896年（明治29年） - 行方郡が宇多郡と合併し、相馬郡となる。
- 1897年（明治30年） - 町制施行により、原町村が原町となる。
- 1921年（大正10年） - 磐城無線電信局原町送信所が設置される。
- 1954年（昭和29年） - 原町、太田村、大甕村、高平村の1町3村が合併・市制施行し、原町市となる。
- 1956年（昭和31年） - 相馬郡石神村を編入する。
- 2006年（平成18年） - 鹿島町・小高町と合併し、南相馬市が発足する。

## 行政
- 原町村長
  - 1889年（明治22年）原町村初代村長山岡隆剛。
- 歴代原町市長
  - 初代 - 青田栄（1954年-1958年）
  - 2代 - 渡辺敏（1958年-1962年）
  - 3-5代 - 山田貢（1962年-1974年）
  - 6-7代 - 渡辺敏（1974年-1982年）
  - 8-11代 - 門馬直孝（1982年-1998年）
  - 12代 - 鈴木寛林（1998年-2002年）
  - 13代 - 渡辺一成（2002年-2006年）

## 経済

### 産業
- 主な産業
- 産業人口（2000年国勢調査）
  - 第一次産業就業人口　1,599人
  - 第二次産業就業人口　8,994人
  - 第三次産業就業人口　11,291人

## 姉妹都市・提携都市
- ペンドルトン市（アメリカ合衆国オレゴン州）1998年10月締結[1]

## 教育
高等学校
原町高等学校
相馬農業高等学校
松栄高等学校(廃校)
中学校
原町第一中学校
原町第二中学校
原町第三中学校
石神中学校
小学校
原町第一小学校
原町第二小学校
原町第三小学校
高平小学校
大甕小学校
太田小学校
石神第一小学校
石神第二小学校

## 交通

### 鉄道路線
- 町の中心駅：原ノ町駅

- 東日本旅客鉄道（JR東日本）
  - 常磐線：磐城太田駅、原ノ町駅

### 主な道路
- 常磐自動車道：（南相馬IC）
- 国道6号
- 福島県道12号原町川俣線
- 福島県道34号相馬浪江線

### 路線バス
- 福島交通
- 常磐交通（当時）

### 空港
- 仙台空港（岩沼市）が最も近い。

## 名所・旧跡・観光スポット・祭事・催事
- 相馬野馬追（国の重要無形民俗文化財）
- 桜井古墳（東北最大規模の前方後方墳、国の史跡）
- 高倉文殊堂
- 雲雀ヶ原
- 朝日座

## 出身有名人
- 松鶴家千とせ：漫談家
- 松岡佑子：翻訳家。ハリー・ポッターシリーズを担当。
- リトル・フランキー：ミゼットレスラー
- 木幡初広：競馬騎手(JRAジョッキー→調教助手(杉浦宏昭厩舎))
- 小田美樹：中学校教員。合唱曲『群青』を作曲。
- 西内洋行：トライアスロン選手